# 히로시마현도 제84호선
84번 히로시마현도(일본어: 広島県道84号東海田広島線→히로시마현도 제84호 히가시카이타-히로시마선)는 아키군 가이타정과 히로시마시 니시구를 사이에 둔 실제 연장 12.827km의 거리를 가진 현도이자 주요 지방도이다.

## 노선 정보
- 기점: 아키군 가이타정 구니노부 1초메 (구니노부미나미쓰메 교차로, 2번 국도와의 교점)
- 종점: 히로시마시 니시구 요코가와초 3초메 (요코가와바시 3초메 교차로, 183번 국도와의 교점)
- 총 연장: 미상
- 실제 연장: 12.827 km
- 노선 인정: 1960년 10월 10일 정식 인정

## 지리

### 통과하는 지자체
- 아키군 가이타정
- 히로시마시 (아키구)
- 아키군 (후추정)
- 히로시마시 (히가시구 - 미나미구 - 나카구 - 니시구)

### 통과하는 도로
국도
- 국도 제2호선
- 국도 제54호선
- 국도 제183호선

현도 (県道)
- 히로시마현도 제274호선
- 히로시마현도 제85호선
- 히로시마현도 제151호선
- 히로시마현도 제272호선
- 히로시마현도 제70호선
- 히로시마현도 제264호선
- 히로시마현도 제37호선

### 연선에 설치된 각종 시설들

#### 주요 시설
- 아게쿠라야마 건강운동공원(일본어판)
- 아키후추 우편국(일본어판)
- 기린 비어파크 히로시마
  - 이온몰 히로시마 후추(일본어판)
- 산요 본선 덴진가와역
- 산요 신칸센·산요 본선·게이비 선 히로시마역
- 히로시마현립 미술관
- 히로시마 전철 하쿠시마 선 하쿠시마 정류장(일본어판)
- 아스트램 라인 신하쿠시마역
- 주고쿠 방송 본사
- 아스트램 라인 죠호쿠 역

#### 자연 경관
- 오타강

#### 명소, 유적, 관광지
- 슛케이엔
- 니기쓰 신사(일본어판)
- 히로시마성적